# Héctor Barra
Héctor Alejandro Barra Zúñiga (* 24. April 1978 in Rancagua) ist ein ehemaliger chilenischer Fußballtorwart.

## Karriere

### Verein
Héctor Barra kam 1998 in die Jugend vom CD O’Higgins. 2001 debütierte er bei den Profis in der Primera División, stieg mit dem Verein ab und spielte fünf Jahre in der Primera B. Nach dem Aufstieg 2006 verlor der Torwart während der Clausura 2007 seinen Stammplatz an Carlos Tejas. 2008 wechselte Barra zu Deportes Melipilla und stieg mit dem Verein ab. Er schloss sich Curicó Unido als Ersatztorwart von Luis Vásquez an, wo er in sechs Ligaspielen zum Einsatz kam. In der Begegnung mit den Rangers de Talca stieß der Torwart mit einem gegnerischen Stürmer zusammen und musste am Magen operiert werden. Nach einer weiteren Station beim CD Santiago Morning verbrachte er seine letzten Profijahre beim CD Magallanes in der Primera B. Mit den Himmelblauen schaffte er 2011 den Einzug in das Finale der Copa Chile, unterlag dort aber CD Universidad Católica.